# Catherine Gibson
Pour les articles homonymes, voir Gibson.
Catherine Gibson, née le 21 mars 1931 et morte le 25 juin 2013, est une ancienne nageuse écossaise. En 1948, elle remporte la seule médaille en natation de l'équipe de Grande-Bretagne aux Jeux olympiques d'été de 1948.

## Carrière
Née dans une famille de nageur, ses deux frères sont des joueurs de water-polo. En parallèle de sa carrière de nageuse, elle travaille comme employée de bureau à Motherwell.
Venant d'une famille peu fortunée, cette dernière ne peut l'accompagner à Londres lors des Jeux olympiques d'été de 1948 où elle remporte la médaille de bronze sur le 400 m nage libre. Elle est la seule à remporte une médaille pour la Grande-Bretagne en natation lors de ces Jeux ainsi que la plus jeune athlète de l'équipe à en remporter une.

## Palmarès

### Championnats d'Europe
- Championnats d'Europe 1947 à Roquebrune-Cap-Martin (France)
  -  Médaille d'argent du 400 m nage libre
  -  Médaille d'argent du 100 m dos
  -  Médaille de bronze du relais 4 × 100 m nage libre

## Distinctions
- 2010 : Scottish Swimmign Hall of Fame[2]